# Baita

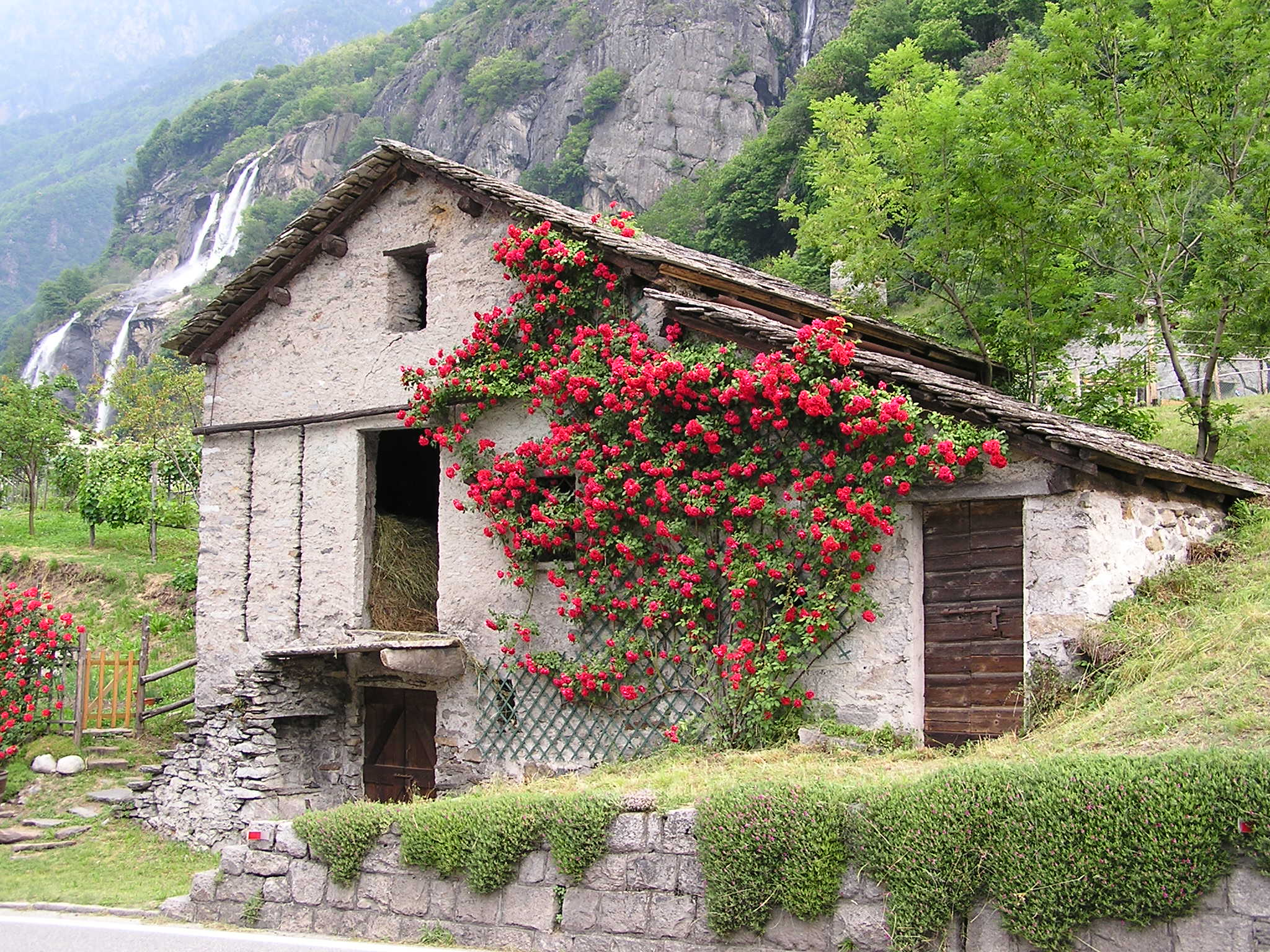
Una baita presso Chiavenna.

Una bàita è una costruzione semplice e isolata di montagna, in particolare delle regioni alpine più elevate, utilizzata come abitazione, stalla, luogo di lavoro (lavorazione del latte, pollicoltura, ecc.) o deposito di fieno, legna o altri prodotti agricoli.

## Tipologia e materiali costruttivi

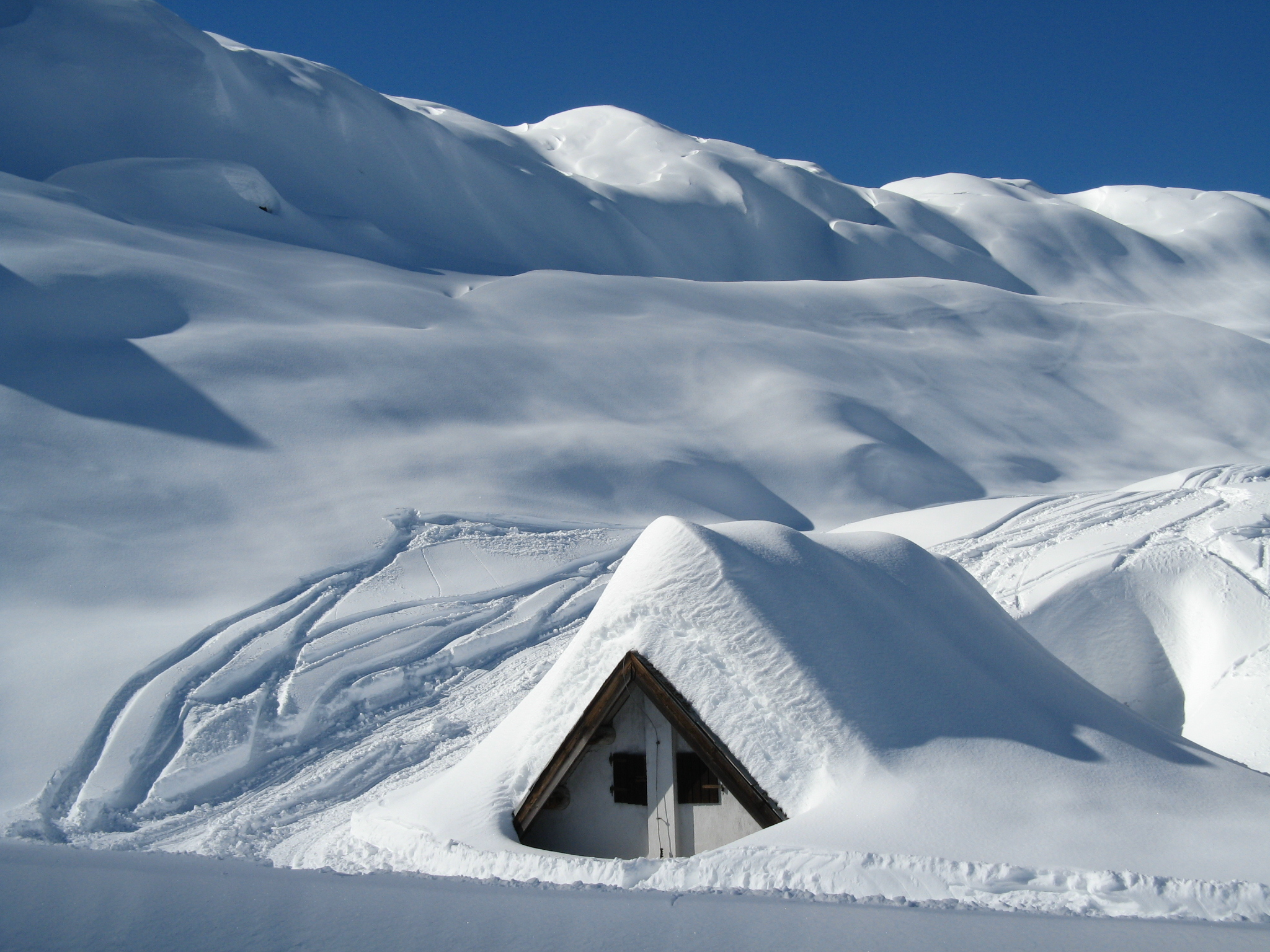
Una baita innevata.

Per quanto le baite abbiano la maggior parte delle funzioni in comune in tutte le regioni alpine, le tipologie costruttive adottate variano anche di parecchio da una zona all'altra, adottando soluzioni architettoniche compatibili con le risorse e con i condizionamenti imposti dall'ambiente. Possono essere realizzate completamente con legname oppure anche con parti in muratura; quest'ultima può essere utilizzata come zoccolatura o anche per realizzare interi piani, soprattutto nelle aree adibite a focolare. Ad esempio tradizionalmente la copertura a seconda dei materiali disponibili poteva essere realizzata in lose (o beole) di pietra, scandole in legno o in paglia, sostituite in varie parti delle Alpi dalla lamiera.